# Joliette (Metro Montreal)

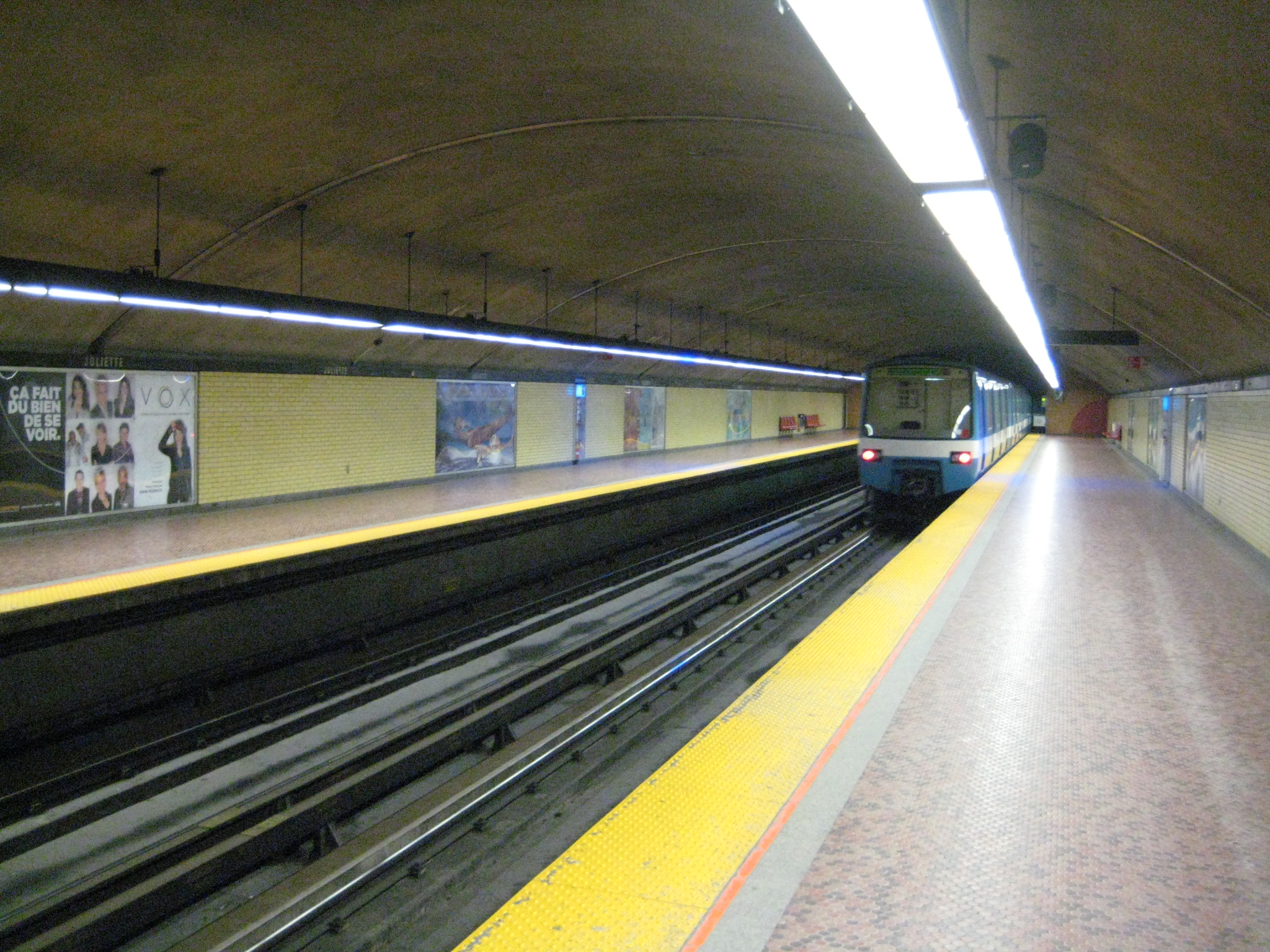
Blick auf die Bahnsteige

Joliette ist eine U-Bahn-Station in Montreal. Sie befindet sich im Arrondissement Mercier–Hochelaga-Maisonneuve an der Kreuzung von Rue Hochelaga und Rue Joliette. Hier verkehren Züge der grünen Linie 1. Im Jahr 2019 nutzten 3.110.948 Fahrgäste die Station, was dem 40. Rang unter den insgesamt 68 Stationen der Metro Montreal entspricht.

## Bauwerk
Die von Marcel Raby entworfene Station entstand als Tunnelbahnhof. Im Bereich der Bahnsteige sind die Wände mit gelben Ziegeln verkleidet, im Bereich der Treppen und auf der Verteilerebene kommen orangefarbene Ziegel hinzu. Joliette gilt im Allgemeinen als die am wenigsten ansehnliche Station der Metro Montreal, wozu auch die beiden schlichten Pavillonbauten an der Oberfläche beitragen.
In 14,3 Metern Tiefe befindet sich die Bahnsteigebene mit zwei Seitenbahnsteigen. Die Entfernungen zu den benachbarten Stationen, jeweils von Stationsende zu Stationsanfang gemessen, betragen 383,43 Meter bis Préfontaine und 766,88 Meter bis Pie-IX. Es bestehen Anschlüsse zu vier Buslinien und einer Nachtbuslinie der Société de transport de Montréal.

## Kunst

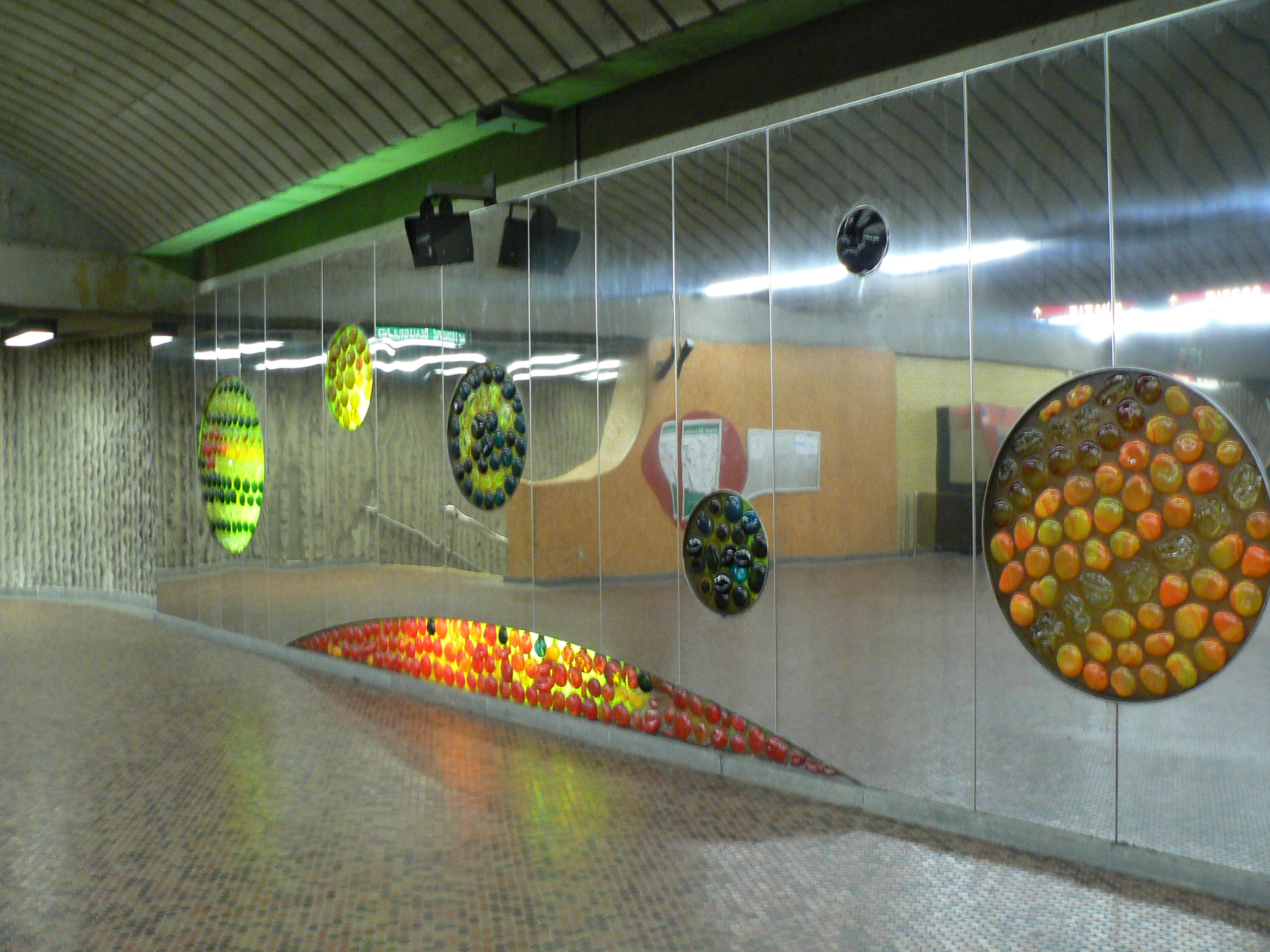
Das Wandbild Thème des mouvements du soleil

Der Architekt Marcel Raby war auch für die künstlerische Gestaltung der Station zuständig und schuf das Wandbild Thème des mouvements du soleil („Thema der Bewegungen der Sonne“). Das Werk befindet sich auf der Verteilerebene und besteht aus farbigem Glas, Kunstharz und rostfreiem Stahl. Es ist 12,3 Meter lang und 3,1 Meter hoch. Kreise mit von hinten beleuchteten Glastropfen sollen die Bewegungen des Sonnensystems symbolisieren.

## Geschichte
Die Eröffnung der Station erfolgte am 6. Juni 1976, zusammen mit dem Teilstück Frontenac–Honoré-Beaugrand der grünen Linie. Namensgeber ist die Rue Joliette, benannt nach dem Politiker Barthélemy Joliette (1789–1850). In den 1820er Jahren gründete er das Dorf L’Industrie, aus der die Stadt Joliette entstand.